# Vaca alacantina
La vaca alacantina o molt sovint també anomenada vaca murciana o murciana llevantina és una raça bovina autòctona de les comarques del sud del País Valencià i de l'oest d'Andalusia i la Regió de Múrcia. La major part de la població es troba a la Regió de Múrcia. També és a províncies limítrofes com Albacete o Almeria. La filogènia d'aquesta raça no ha estat establerta. La seua història és la d'un bon nucli de treball amb bones aptituds càrnies. Està oficialment classificada en perill d'extinció des de 1979, constituint una reserva genètica que cal preservar doncs poden quedar entre vint i cinquanta exemplars, la gran majoria d'aquests en la Regió de Múrcia.